# Saint-Pourçain (wijnstreek)

Het wijngebied van het Loiredal met Saint-Pourçain ingekleurd in het roze.

Saint-Pourçain is een Franse wijnstreek rond het stadje Saint-Pourçain-sur-Sioule in het departement Allier. Het behoort tot het wijngebied van het Loiredal. Sinds 2009 is het geklasseerd als Appellation d'Origine Contrôlée.

## Geografie
Het wijngebied is gelegen langs de rivieren Sioule en Allier en beperkt zich tot 19 gemeentes. De stad Saint-Pourçain-sur-Sioule wordt gezien als het centrum. De wijngaarden beslaan een oppervlakte van 640 hectare.

### Gemeentes
Naast Saint-Pourçain-sur-Sioule wordt er wijn verbouwd in volgende gemeentes:
Besson, Bransat, Bresnay, Cesset, Chantelle, Chareil-Cintrat, Châtel-de-Neuvre, Chemilly, Contigny, Deneuille-lès-Chantelle, Fleuriel, Fourilles, Louchy-Montfand, Meillard, Monétay-sur-Allier, Montord, Saulcet et Verneuil-en-Bourbonnais.

## Druivenrassen
Rode wijn:
- Gamay
- Pinot Noir

Witte wijn:
- Chardonnay
- Tressallier